# Berthella agassizii
Berthella agassizii is een slakkensoort uit de familie van de Pleurobranchidae. De wetenschappelijke naam van de soort is voor het eerst geldig gepubliceerd in 1909 door MacFarland.